# Neokonservatism
Neokonservatism (engelska: neoconservatism) är en idépolitisk strömning med sina rötter i USA. Den har börjat uppmärksammas utanför USA på grund av det stora inflytande neokonservatismen och dess teoretiker sades ha på George W Bush, och då främst hans utrikespolitiska program. 

## Bakgrund
En filosofisk grund har ofta neokonservativa funnit verk av Leo Strauss och hans lärjungar. Det går dock inte att säga att Leo Strauss var neokonservativ. De neokonservativa har snarare gjort sin tolkning av hans texter.
Irving Kristol brukar beskrivas som neokonservatismens gudfader och som organ för rörelsen brukar tidskrifterna Commentary och The Weekly Standard räknas. Till de mest tongivande av dagens neokonservativa hör Paul Wolfowitz, tidigare chef för Världsbanken.

## Ståndpunkter
Framförallt tre ståndpunkter har identifierats med neokonservatismen:
1. En välfärdsstat i privat regi med sociala stödåtgärder, i motsättning till socialdemokrati och renodlad ideologisk libertarianism (inom bland annat paleokonservatism).
2. Demokrati och mänskliga rättigheter, såsom varje människas födelserätt. En tanke som neokonservativa anser står över folkrätten och som de anser är skäl nog för att legitimera att man störtar diktaturer.
3. Ett starkt statligt stöd och engagemang i familje- och kulturpolitik.

Neokonservatismen skiljer sig från andra konservativa riktningar bland annat genom sin internationalistiska inriktning. Detta märks bland annat i en interventionistisk utrikespolitik (ofta motiverad med en idealistisk vilja att till exempel sprida sin definition av marknadsorienterade demokrati, till skillnad från den traditionella konservativa realismen).

## Kritik
Efter Irakkriget har neokonservatismen utsatts för kritik i USA av debattörer med mera klassiskt konservativa idéer. En av de tyngsta kritikerna är en av deras tidigare anhängare, författaren Francis Fukuyama. Även från svenskt håll har neokonservatismen fått kritik av mera traditionellt konservativa, vilka har jämfört rörelsen med ideologier på andra sidan av det politiska spektret, närmare bestämt den radikala vänstern. Claes G. Ryn kallade neokonservatismens anhängare för ”de nya jakobinerna”, varigenom han idéhistoriskt kopplade samman rörelsens anhängare med de franska revolutionärerna. Jakob E:son Söderbaum jämförde neokonservatismens imperialistiska spridning av ”demokratiska värderingar” med trotskismens idéer om världsrevolution.